# Erich Adickes
Erich Adickes (Lesum, 29 settembre 1866 – Tubinga, 8 luglio 1928) è stato un filosofo tedesco.
Fu professore nel 1902 all'Università di Münster e dal 1904 in quella di Tubinga.
Fu un empirista critico, o moderato kantiano, e scrisse importanti opere su Immanuel Kant, tra cui, nel 1895, una bibliografia kantiana annotata (fino al 1804) di 2832 titoli, ancora oggi indispensabile per lo studio della prima recezione del pensiero di Kant.
Adickes curò il cosiddetto Nachlaß, una raccolta di manoscritti sparsi, nell'edizione dei Gesammelte Schriften dell'Accademia di Berlino. Nella sua Einleitung in die Abtheilung des handschriftlichen Nachlasses (Introduzione alla classificazione dei fondi manoscritti), pubblicata nel volume XIV dei Gesammelte Schriften, pp. XV-LXVV, 1925, illustrò i criteri usati per datare le Reflexionen (Riflessioni) di Kant, da lui suddivise in trentatré periodi. Il risultato di questo lavoro estremamente complesso è stato oggetto di critiche, ma la distruzione di molti manoscritti kantiani durante la Seconda guerra mondiale rende molto difficile una nuova datazione dei testi.

### Opere
- German Kantian Bibliography. In: Philosophical Review, May 1893 - June 1896, Boston 1895/96 [ristampa: New York, Burt Franklin, 1970]
- Kant contra Haeckel. Erkenntnistheorie gegen naturwissenschaftlichen Dogmatismus, Berlin 1901
- Anti-Kappes. Eine notgedrungene Entgegenung, Berlin 1904
- Untersuchungen zu Kants physischer Geographie, 1911
- Kants Ansichten über Geschichte und den Bau der Erde, 1911
- Ein neu aufgefundenes Kollegheft nach Kants Vorlesung über physische Geographie, Tübingen 1913
- Kants Opus postumum dargestellt und beurteilt - Berlin : Reuther & Reichard, 1920 (Kant-Studien. Ergänzungshefte, 50), 855 pp.
- A.E. [Selbstdarstellung (Autopresentazione)], In: Raymund Schmidt (Hrsg.): Die Philosophie der Gegenwart in Selbstdarstellungen, 2 volumi Leipzig 1923
- Kant und das Ding an sich, 1924
- Kant als Naturforscher, 2 volumi, 1924/1925
- Kant und die Als-Ob-Philosophie, 1927
- Kants Lehre von der doppelten Affektion unseres Ichs als Schlüssel zu seiner Erkenntnistheorie, 1929